# Sabine Lake

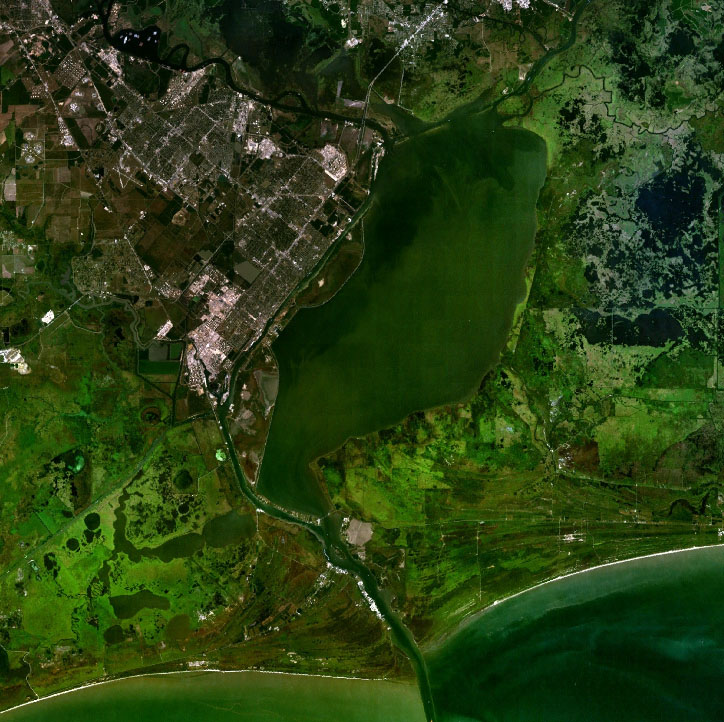
Sabine Lake na zdjęciu satelitarnym

Sabine Lake – słonowodne jezioro w USA, na granicy stanów Teksas i Luizjana, znajduje się u zbiegu rzek Neches i Sabine. Jezioro ma długość 23 km, szerokość 11 km, a powierzchnię 35 tys. hektarów. 